# 洪誠
洪誠，字克敬，雲南昆明府昆明縣人，明朝政治人物。

## 生平
少厲志行，永乐九年（1411年）辛卯科雲貴鄉試第一名舉人，永樂十六年（1418年），中式戊戌科三甲第十三名進士。官至順慶府知府，有廉明之譽。